# Терористичний акт у Лондоні 22 березня 2017
Теракт у Лондоні — терористичний акт 22 березня 2017 року на Вестмінстерському мосту в Лондоні (Велика Британія) поряд із будівлею британського парламенту.

## Перебіг подій
Удень 22 березня на Вестмінстерському мосту автомобіль збив п'ятьох перехожих, після чого на повній швидкості врізався в огорожу, встановлену довкола британського парламенту. Опісля Халід Масуд напав на поліцейського та завдав йому ножового поранення, після чого був застрелений іншим поліцейським.
Поліція кваліфікувала подію як терористичний акт.
Одна з постраждалих жінок померла в лікарні Святого Томаса.
У зв'язку з терактом у Лондоні парламент Шотландії призупинив дебати щодо референдуму про незалежність.
Пізніше того дня, влада Великої Британії ідентифікувала нападника. Ним виявився Халід Масуд, 52-річний раніше судимий британець.

## Реакція
Британський прем'єр-міністр Тереза Мей назвала атаку «жахливим і огидним» нападом.
«Місце нападу було обрано не випадково. Терорист зважився завдати удару в саме серце нашої столиці, де збираються разом люди всіх національностей, віросповідань і культур, де тріумфують свобода й демократія», — заявила пані Мей журналістам після екстреного засідання урядового комітету з надзвичайних ситуацій COBRA.
За словами прем'єра, рівень терористичної загрози в країні оцінюється як «значний» — це означає, що ймовірність нових терактів вкрай висока.
Незабаром будівлю парламенту оточив спецназ лондонської поліції, на місце події прибули лікарі та рятувальники. Прем'єр-міністра Терезу Мей евакуювали до її резиденції, а решту депутатів спочатку закликали не залишати будівлю, а потім організовано вивели з нього. Вестмінстер був закритий упродовж п'яти годин.
Президент України, Петро Порошенко, засудив теракт у Лондоні, написавши таке:
«Засуджую шокуючий жахливий терористичний напад на Вестмінстерському мості. Мої думки з жертвами цього страшного акту та їхніми родинами».

## Відповідальність
23 березня відповідальність за цей напад взяло на себе екстремістське угруповання «Ісламська держава». Їхня інформагенція написала, що "нападник у Венстмінстері був солдатом «Ісламської Держави».
За сценарієм напад був схожий на теракти в Ніцці й Берліні, де злочинці чавили людей машинами, а також ув Ізраїлі, де схожі атаки були поширені не так давно.
Рік тому цього ж дня сталися вибухи в Брюсселі.

## Жертви
Поліцейський, на якого напав терорист, помер від отриманих ран. Скотленд-Ярд повідомив, що ним був 48-річний Кіт Палмер; він прослужив у поліції 15 років.
Також, у мить нападу на Вестмінстерському мосту перебувала група французьких школярів, троє з них зазнали поранень.
Постраждали й троє поліцейських, які йшли мостом. Серед поранених — і четверо студентів університету Едж Гілл з графства Ланкашир.
Близько 17:00 за лондонським часом рятувальники витягли з Темзи жінку — яка була живою, проте отримала численні ушкодження. Вона йшла по мосту, і сила удару викинула її за поруччя.
Співробітники лондонської «швидкої допомоги» заявили, що 12 людей із серйозними ушкодженнями було доставлено до лікарні. Вісьмом постраждалим медичну допомогу надали на місці події.
У лікарні Кінґс-коледжу на лікуванні перебувають вісім жертв нападу, двоє — у критичному стані. До лікарні Святого Томаса були доставлені двоє, їх стан оцінюється як стабільний.
Жертвами терористичного акту стали громадяни різних країн.
| Держава              | Загиблі | Поранені |
| -------------------- | ------- | -------- |
| Велика Британія      | 3*      | 12       |
| США                  | 1       | 1        |
| Австралія            | 0       | 1        |
| КНР                  | 0       | 1        |
| Франція              | 0       | 3        |
| Греція               | 0       | 2        |
| Італія               | 0       | 2        |
| Ірландія             | 0       | 1        |
| Польща               | 0       | 1        |
| Португалія           | 0       | 1        |
| Румунія              | 0       | 2        |
| Південна Корея       | 0       | 5        |
| ?                    | 1       | 8        |
| Разом                | 5*      | ~40      |
| *Враховано терориста |         |          |

## Див.також
- Терористичні акти в Лондоні 3 червня 2017